# Elvira Hernández Carballido
Elvira Laura Hernández Carballido (Ciudad de México, 1963) es una periodista feminista, escritora y catedrática de universidad de tiempo completo en la Universidad Autónoma del Estado de Hidalgo. En 1991, formó parte de la primera generación del Programa Interdisciplinario de Estudios de la Mujer, en el Colegio de México, en donde presentó su trabajo titulado El periodismo de Rosario Castellanos. Cofundó la agencia de noticias Comunicación e Información de la Mujer.

## Formación
Es licenciada en Ciencias de la Comunicación, maestra (1997) y doctora (2003) en el mismo campo de conocimiento, por la Facultad de Ciencias Políticas y Sociales de la Universidad Nacional Autónoma de México. Fue la primera doctora en Ciencias Políticas y Sociales en dicha universidad.

## Trayectoria
En 1987, realizó reportajes, crónicas y entrevistas, para la revista Fem. En 1990, fue directora de la columna En la vanguardia, en donde publicó semblanzas de mujeres sobresalientes. 
De 1987 a 1996 fue colaboradora del suplemento La Doble Jornada, del periódico La Jornada, además de ser corresponsal para la revista Fempress (1994-1998).
En el periodo de 2015 a 2017, fue presidenta de la Asociación Mexicana de Investigadores de la Comunicación y, de 2016-2017, fungió como presidenta del Premio Nacional de Periodismo.
También participó como fundadora de la agenda de noticias Comunicación e Información de la Mujer, creada por Sara Lovera López, Isabel Barranco Lagunas, Patricia Camacho, entre otras, con el propósito de difundir noticias relacionadas con las mujeres. Más adelante colaboró publicando artículos sobre perspectiva de género y feminismo, en la revista digital MujeresNet.
Además de ser catedrática y especialista en Estudios de Género y Feminismo en la Universidad Autónoma del Estado de Hidalgo, es columnista del periódico El Independiente de Hidalgo, y las revistas A las mujeres y La Recolecta. Asimismo, es comentarista en el noticiero Radio Universidad de Hidalgo.
Fue docente en instituciones educativas como la Universidad Nacional Autónoma de México, Universidad Mesoamericana de San Juan del Río, Querétaro, Universidad Americana de Acapulco y Universidad Autónoma del Estado de Hidalgo.

## Periodismo feminista
Su primer acercamiento al periodismo feminista fue cuando cursaba sus estudios en el Colegio de Ciencias y Humanidades:
Cuando la profesora de la materia de Ética nos compartió un artículo sobre feminismo de la revista Fem, tuve un gran interés por saber más. Pero no fue sino hasta que terminé mi licenciatura, que tuve la oportunidad de ingresar como colaboradora a este medio de comunicación.
Bajo la dirección de Berta Hiriart, participó en el primer suplemento feminista de un periódico de circulación nacional: La Doble Jornada, en La Jornada. Posteriormente, el suplemento quedó bajo el mando de Sara Lovera. 
Dentro de este suplemento, Elvira Hernández entrevistaba a diversas mujeres; su propósito tan sólo era visibilizar su profesión o alguna situación que vivieran. 

Para Elvira Hernández:
El periodismo es un espacio en donde es posible expresar, denunciar y cuestionar a una sociedad patriarcal, desde el feminismo. 
Por otro lado, Elvira Hernández ha realizado investigaciones hemerográficas acerca de las primeras mujeres en el periodismo nacional, para visibilizar su labor en este campo.
De ahí que sea considerada como un referente en el periodismo y el feminismo, debido a su sólida trayectoria en ambos campos.

## Reconocimientos académicos y profesionales
Al concluir sus estudios de maestría, Elvira Hernández obtuvo la medalla Alfonso Caso, debido a que obtuvo el mejor promedio de su generación. 
Como profesional ha obtenido los siguientes premios:
- Premio al periodismo Rosario Castellanos (1990)
- Premio por la infancia (1991)
- Mención honorífica en el Premio Documentos y Estudios de la Mujer por DEMAC, Historia de Mujeres (1994 y 1996)
- Reconocimiento por la AAPAUNAM (2003) por su trayectoria académica
- Medalla Omecíhuatl por el Inmujeres-DF (2013)
- Condecoración Leona Vicario, Madre Patria (2016) por el Colectivo Nacional de Sororidad
- Galardón Socia Correspondiente de la Sociedad Mexicana de Geografía y Estadística (Pachuca, Hidalgo; 2017).

## Publicaciones
Ha escrito y colaborado en diversos artículos y obras como:
- Entrevista del mes: Guadalupe Loaeza (1987)
- Volver a empezar (1994)
- El secreto de Hebe Rosell (1994)
- La violencia hacia la mujer y su manejo a través de los medios (1995)
- Aplicaditas pero en desventaja (1998)
- Quinto poder, el poder de la comunicación (2005)
- Dos violetas del Anáhuac (2010)
- Bellas y airosas: mujeres en Hidalgo (2011)
- Mujeres periodistas de la Revolución Mexicana. 1910-1917 (2011)
- Relatos de vidas femeninas (2013)
- Formando periodistas. La experiencia de CIMAC (2013)
- Escribir periodismo feminista (2019)[7]
- Mujeres de primera plana (2020)
- Las melodys (2021)
- Apuntes para nuestra historia sindical (2023)

## Obras colectivas
- Las que aman el futbol (2014)
- Relatos sonoros (2016)
- Fragmentario I Trump y otros retos (2017)
- Fragmentario II Cruces identitarios (2018)
- Fragmentario III Periodismo, medios y credibilidad (2019)
- Lotería (2019)
- Caja de herramientas para el periodismo de investigación (2020)
- Fragmentario IV La naturaleza intercultural de la comunicación(2020)
- Fragmentario V.  Tomo I Interacciones artísticas y procesos comunicativos (2020)
- Fragmentario V.  Tomo II Arte y comunicación (2021)